# Dryopteris pseudocaenopteris
Dryopteris pseudocaenopteris är en träjonväxtart som först beskrevs av Kze., och fick sitt nu gällande namn av Li Bing Zhang. Dryopteris pseudocaenopteris ingår i släktet Dryopteris och familjen Dryopteridaceae. Inga underarter finns listade.